# La Tourette-Cabardès
La Tourette-Cabardès es una comuna francesa situada en el departamento de Aude, en la región de Occitania.

## Demografía
| 35 | 36 | 26 | 19 | 25 | 32 | 24 |
| Para los censos de 1962 a 1999 la población legal corresponde a la población sin duplicidades (Fuente: INSEE [Consultar]) |    |    |    |    |    |    |